# Ормуа (Верхняя Сона)
Ормуа́ (фр. Ormoy) — коммуна во Франции, находится в регионе Франш-Конте. Департамент — Верхняя Сона. Входит в состав кантона Жюсе. Округ коммуны — Везуль.
Код INSEE коммуны — 70399.

## География
Коммуна расположена приблизительно в 290 км к востоку от Парижа, в 75 км севернее Безансона, в 33 км к северо-западу от Везуля.
Вдоль восточной границы коммуны протекает река Сона.

## Население
Население коммуны на 2010 год составляло 224 человека.
| 1962 | 1968 | 1975 | 1982 | 1990 | 1999 | 2010 |
| ---- | ---- | ---- | ---- | ---- | ---- | ---- |
| 312  | 265  | 226  | 218  | 188  | 228  | 224  |

## Администрация
| Период | Период | Фамилия           | Партия | Примечания |
| ------ | ------ | ----------------- | ------ | ---------- |
| 2001   | 2008   | Жан-Луи Сильвестр |        |            |
| 2008   | 2014   | Патрик Галлозьо   |        |            |

## Экономика
В 2010 году среди 136 человек трудоспособного возраста (15—64 лет) 94 были экономически активными, 42 — неактивными (показатель активности — 69,1 %, в 1999 году было 68,3 %). Из 94 активных жителей работали 79 человек (47 мужчин и 32 женщины), безработных было 15 (7 мужчин и 8 женщин). Среди 42 неактивных 6 человек были учениками или студентами, 27 — пенсионерами, 9 были неактивными по другим причинам.